# Roflaschlucht

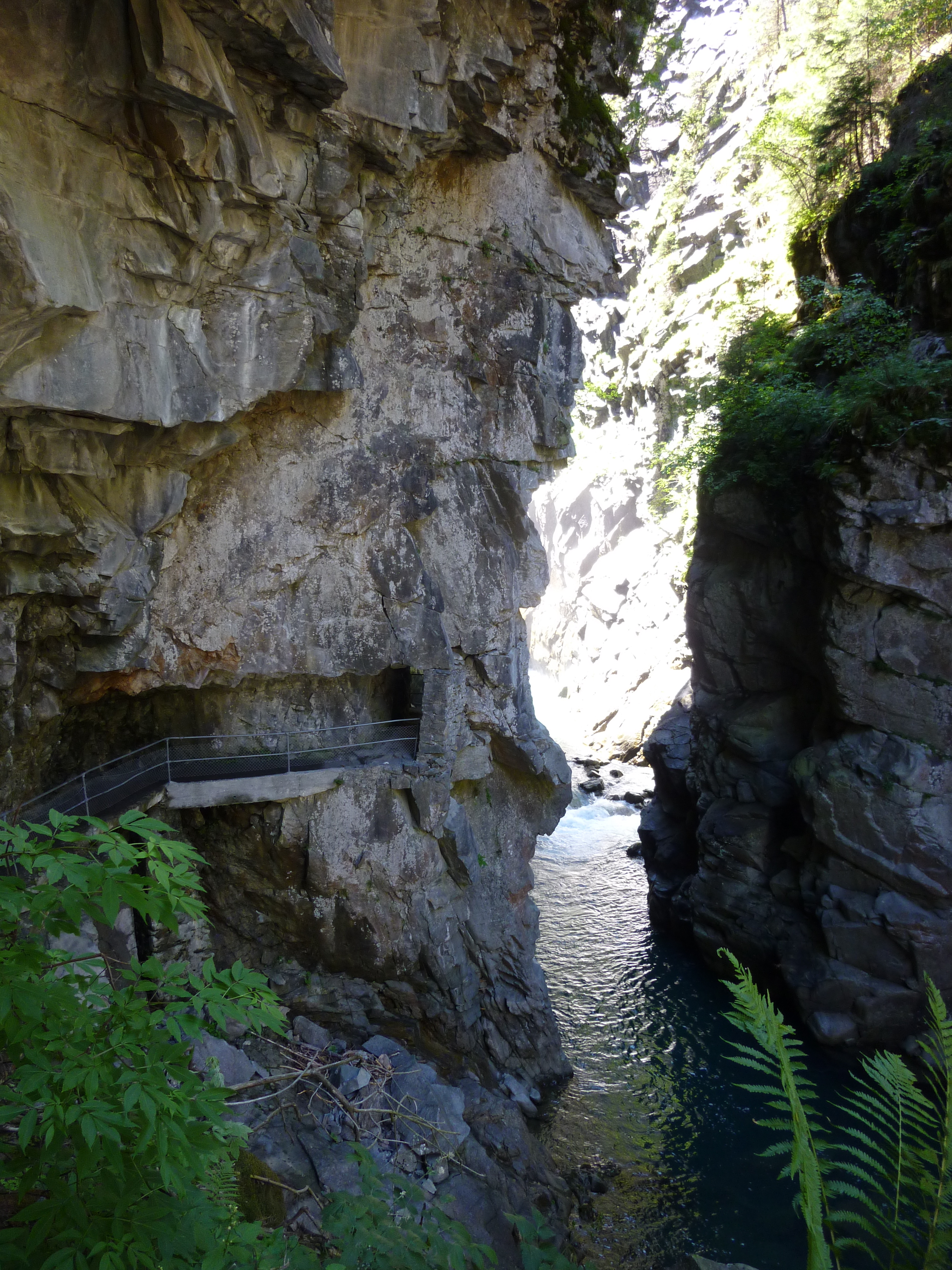
Roflaschlucht

Die Roflaschlucht (früher auch Rofflaschlucht) ist eine Schlucht des Hinterrheins zwischen Andeer-Bärenburg und Sufers im Kanton Graubünden in der Schweiz. Sie liegt auf einer Höhe von 1100 Metern und bildet die Grenze zwischen dem Schams und dem Rheinwald.
Unterhalb der Schlucht befinden sich die Zentrale und das Ausgleichsbecken Bärenburg der Kraftwerke Hinterrhein, das Tal wird demnach nicht vom gesamten Wasser des Hinterrheins durchflossen.
Der Kulturwanderweg Via Spluga wie auch der Walserweg Graubünden führen durch die Roflaschlucht.

## Gasthaus in der Roflaschlucht
Das erste nachgewiesene Gasthaus in der Roflaschlucht entstand 1639; Vorgängerbauten an der gleichen Stelle sind denkbar. Die Bewohner profitierten vom vorüberziehenden Warenverkehr, der über einen Saumweg abgewickelt wurde. Zwischen 1818 und 1823 entstanden die neuen Strassen über den Splügen- und San-Bernardino-Pass; auch sie führten durch die Rofla. Nach der Eröffnung des Gotthardtunnels 1882 brach der Warenverkehr zusammen, die Erwerbsmöglichkeiten blieben grösstenteils aus. 

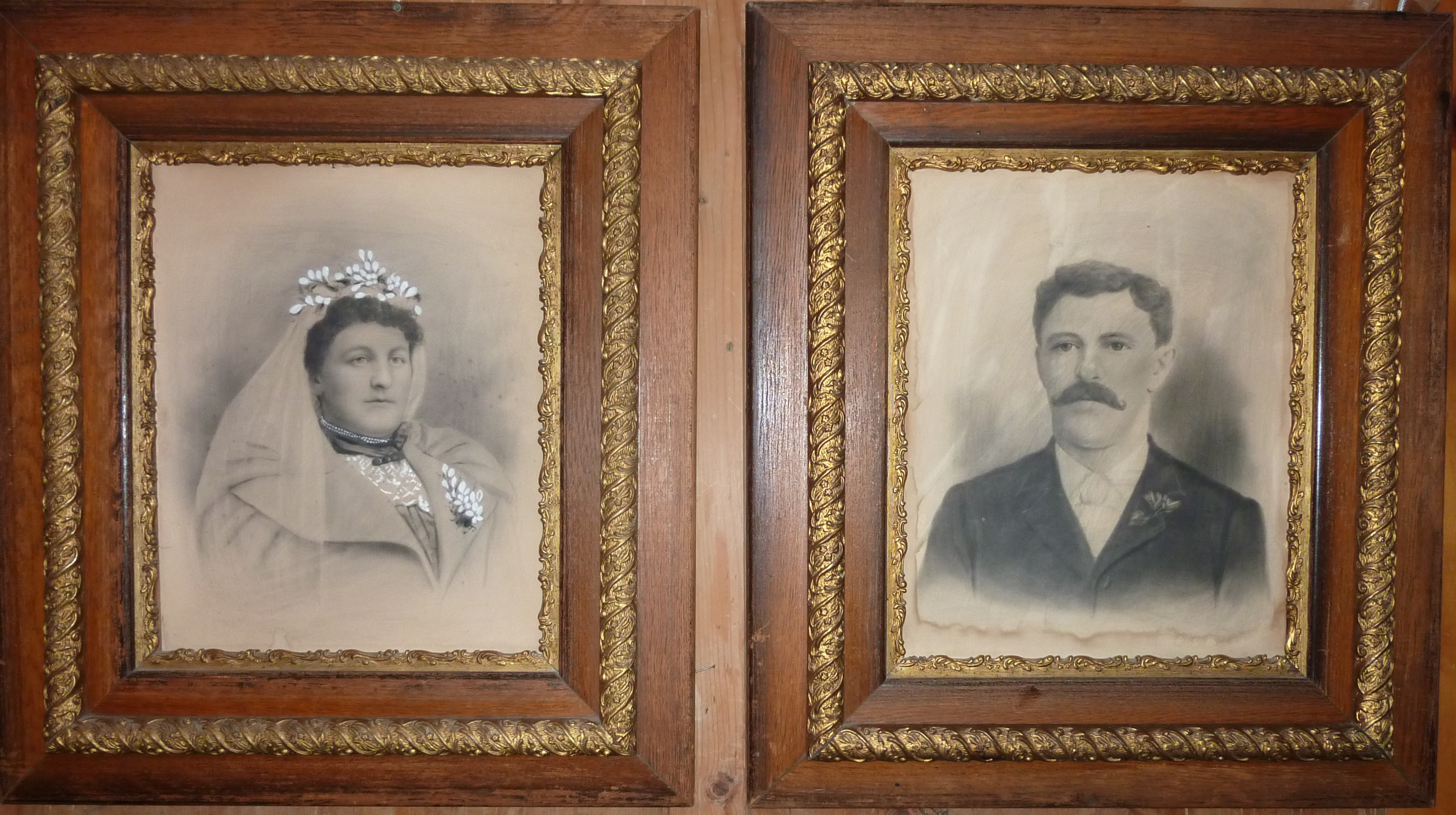
Maria und Christian Melchior-Pitschen

Gegen Ende des 19. Jahrhunderts beschloss Christian Melchior-Pitschen, mit seiner Frau Maria nach Amerika auszuwandern; die Überfahrt wurde den Auswanderern von der Gemeinde bezahlt. Den Gasthof und den kleinen Landwirtschaftsbetrieb führten die Eltern weiter. Durch seine Tätigkeit als Diener kam Christian Melchior auch an die Niagarafälle. Er sah, wie mit diesem Ausflugsziel Geld verdient wurde und erkannte das touristische Potential von Naturschönheiten. Er beschloss, zurückzukehren und die Roflaschlucht begehbar zu machen, um den Wasserfall im hintersten Teil des Tales für das Publikum zu erschliessen.

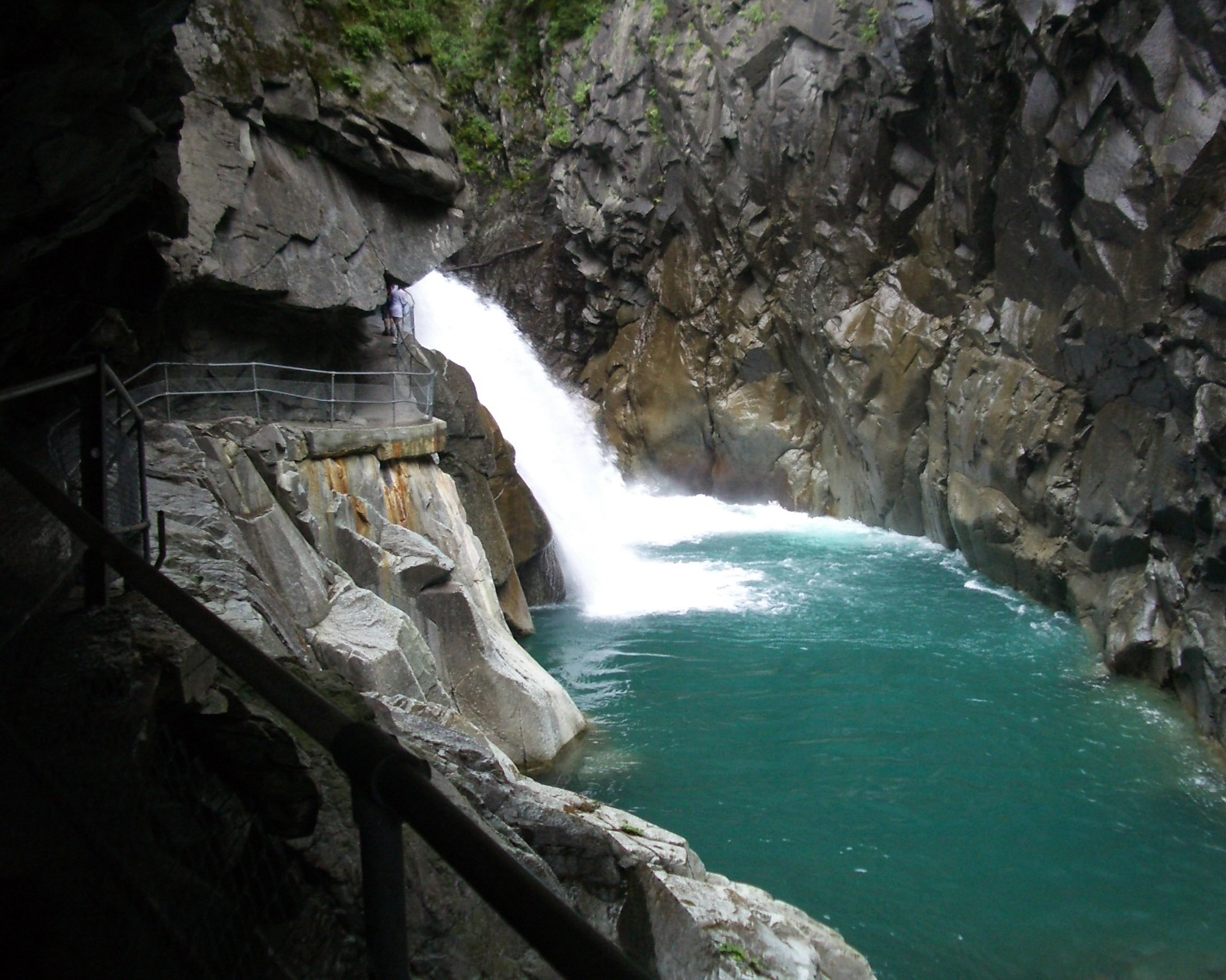
Wasserfall

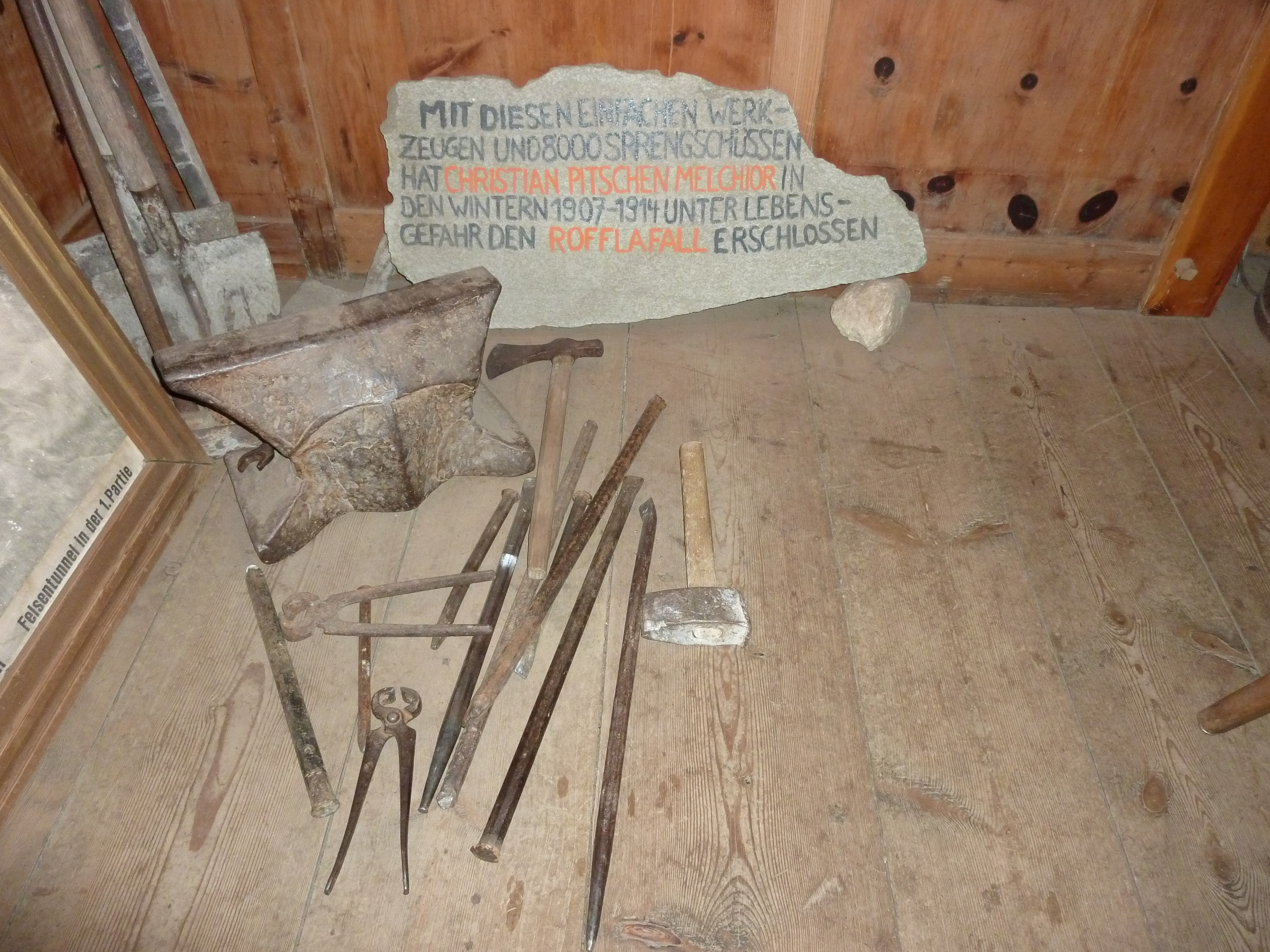
Werkzeuge

In den Wintermonaten – im Sommer war die Familie mit Arbeiten in der Landwirtschaft beschäftigt – zwischen 1907 und 1914 sprengte Christian Melchior mit Handbohrern und rund 8000 Sprengladungen eine Galerie aus dem Fels bis zum Wasserfall und unter dem Hinterrhein hindurch.  Über 10'000 Sprenglöcher mussten mit einfachsten Handwerkzeugen in den Fels geschlagen werden. Seine Frau und seine Kinder halfen ihm dabei. 
Obwohl der Besucherandrang am Anfang bescheiden blieb, gelang es Melchior mit der neuen touristischen Attraktion, die Existenz des Hotels «Rofflaschlucht» am Eingang der Schlucht zu sichern. Christian Melchior wurde 1862 geboren und verstarb 1940; seine Frau Maria lebte von 1869 bis 1941.
Das Haus ist seit 1833 im Besitz der Familie Melchior. Es wurde verschiedene Male umgebaut und erweitert und wird heute in der 6. Generation geführt.
Bei der Roflaschlucht begann im 19. Jahrhundert die Alte Averserstrasse. Von der heutigen Nationalstrasse A13 aus ist die Schlucht nur zu erahnen, wer das Gasthaus und mehr von der Schlucht sehen will, verlässt die A13 bei Bärenburg (von Norden kommend Ausfahrt Rofla, Nr. 26) oder Sufers (von Süden kommend Ausfahrt 27).
Während des Zweiten Weltkriegs wurde in der Umgebung der Roflaschlucht die Sperrstelle Rofla erstellt.

## Galerie

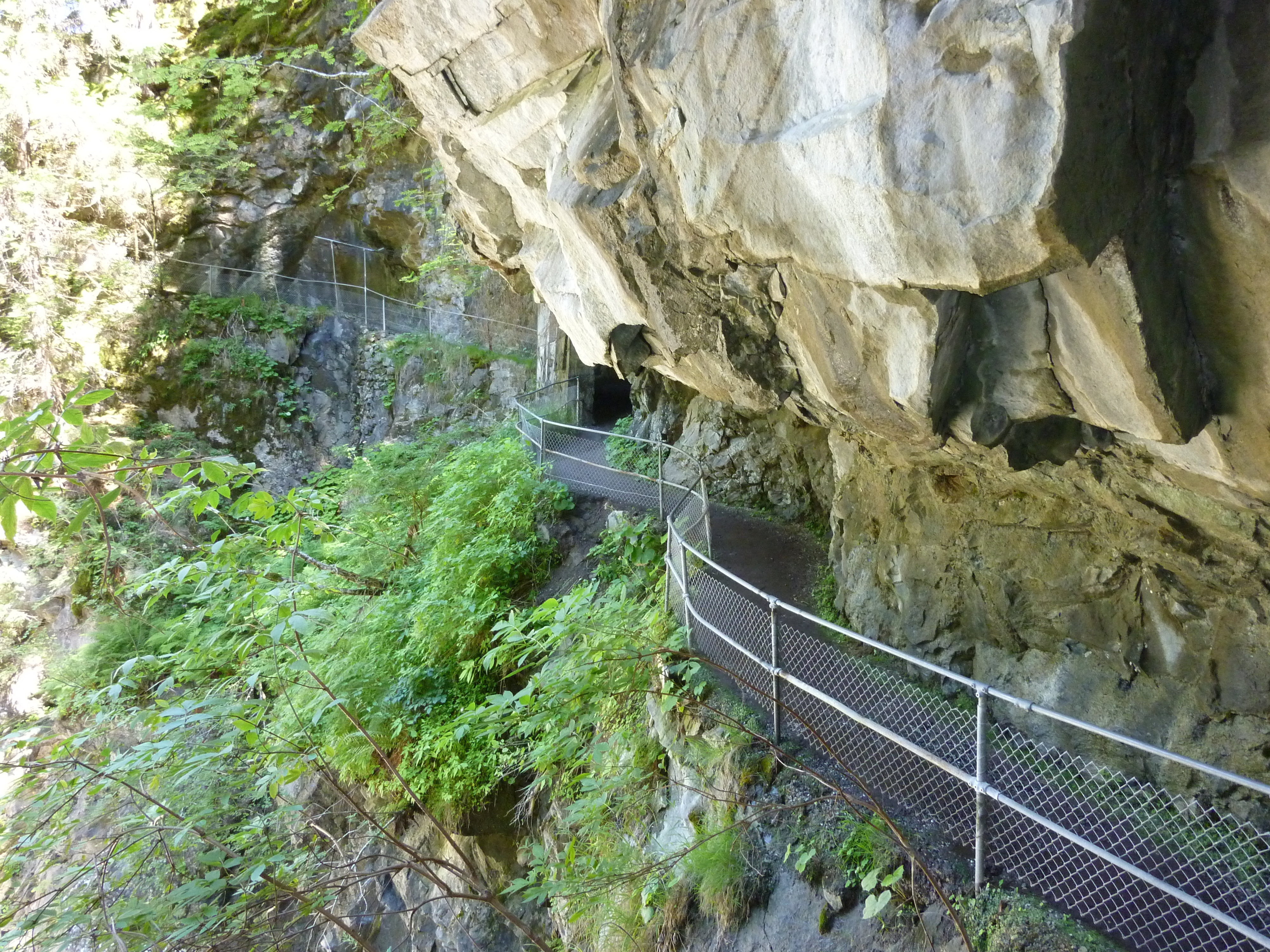
Galerie
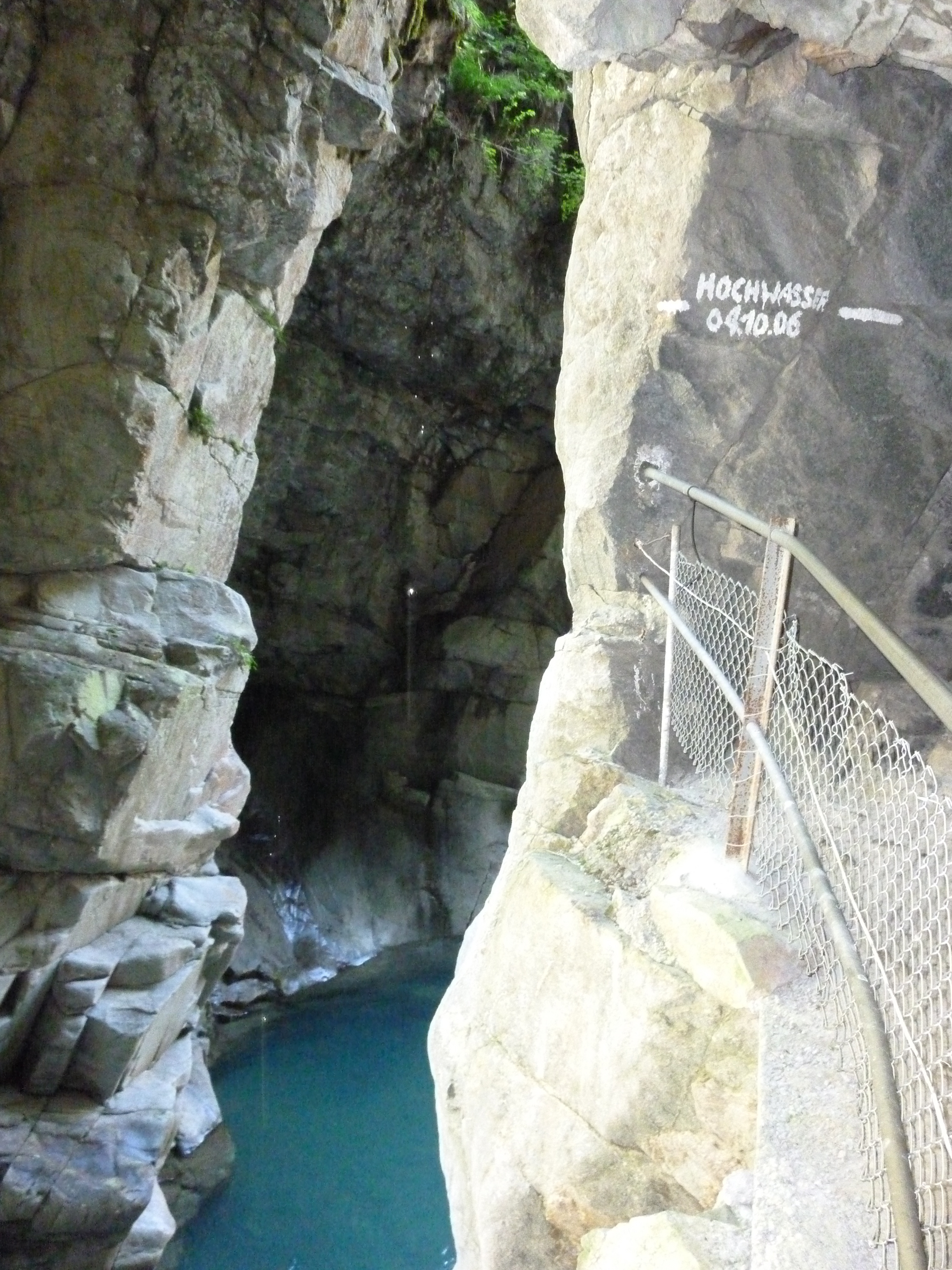
Hochwassermarkierung vom Oktober 2006
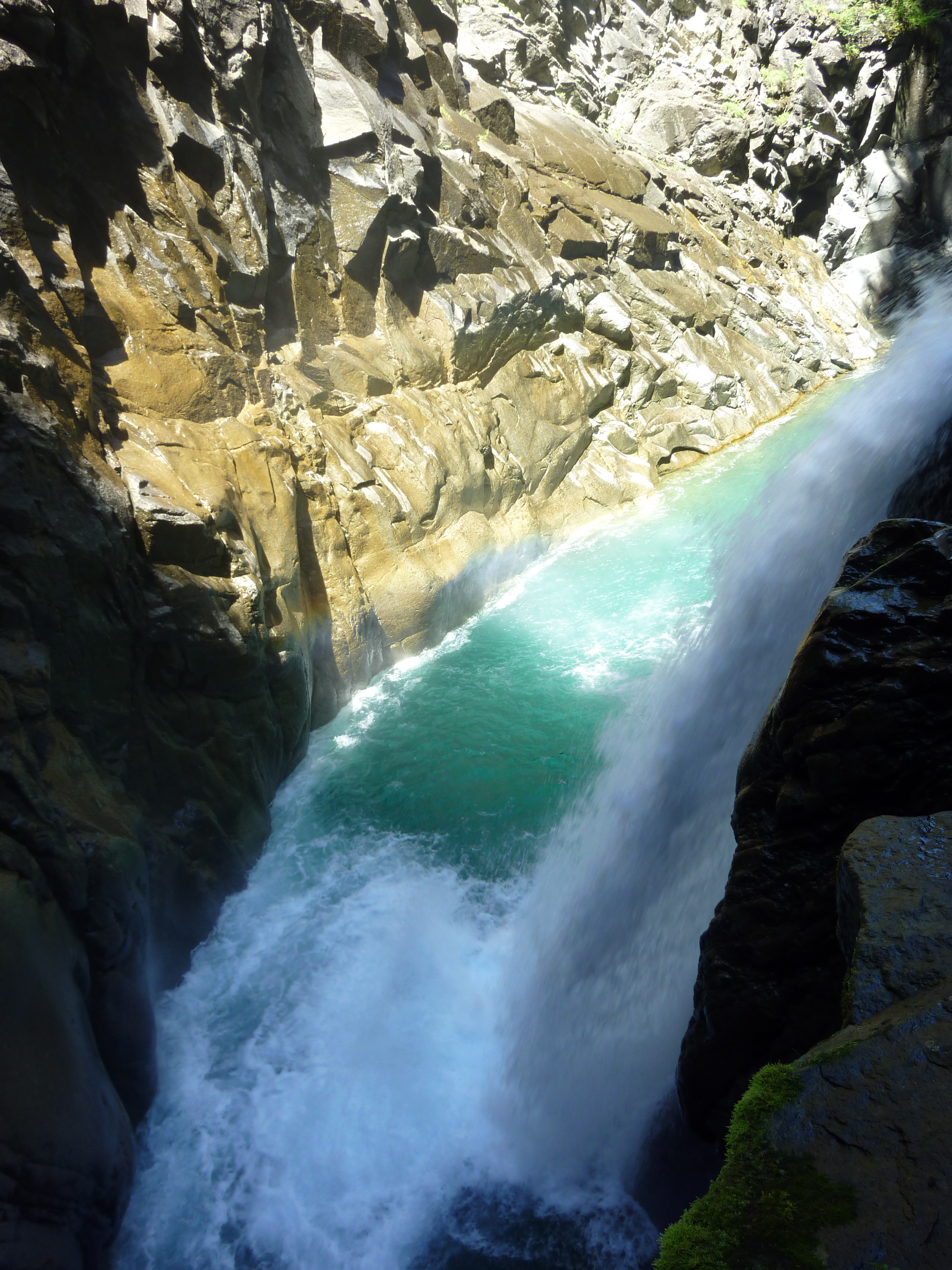
Wasserfall
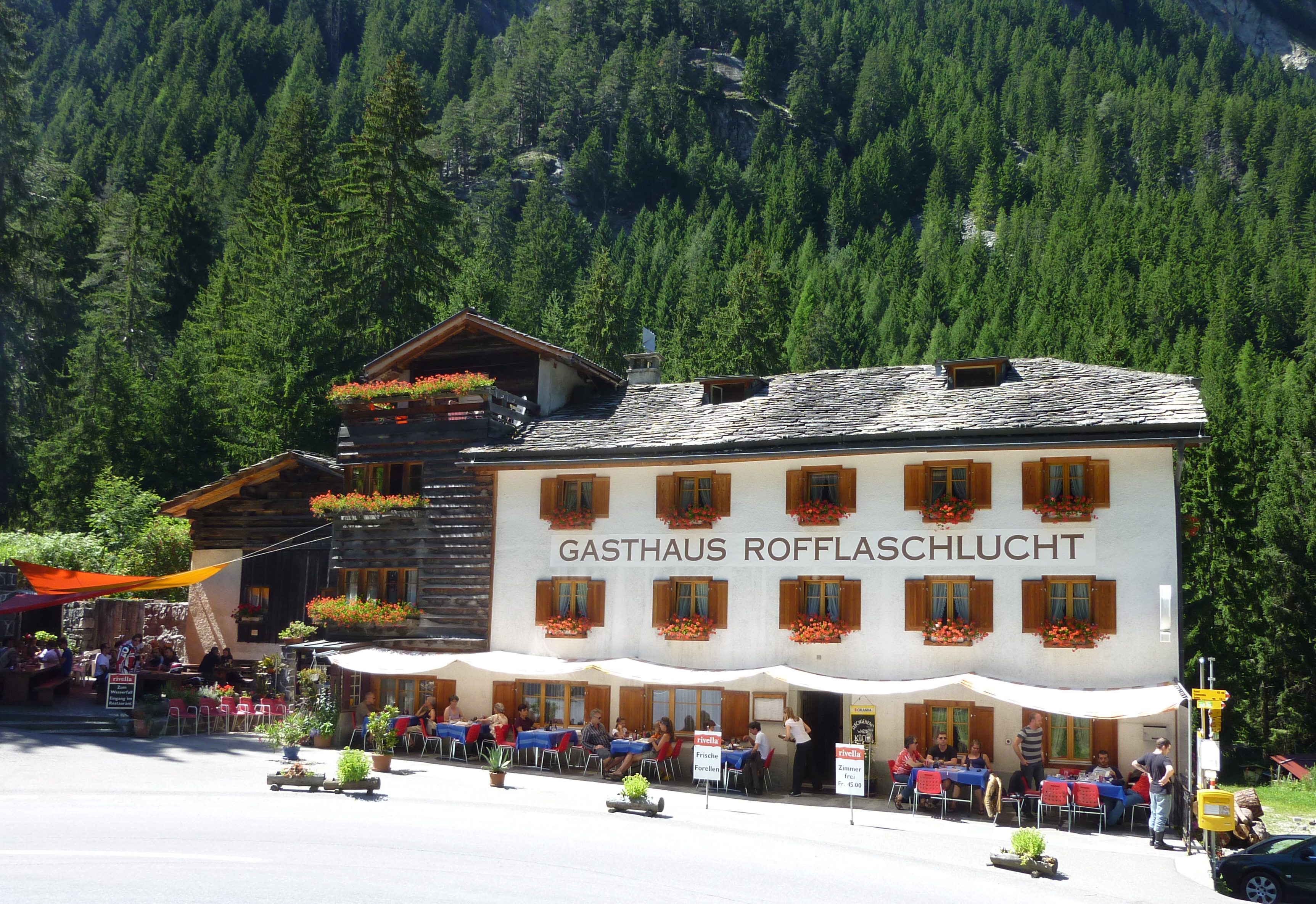
Hotel
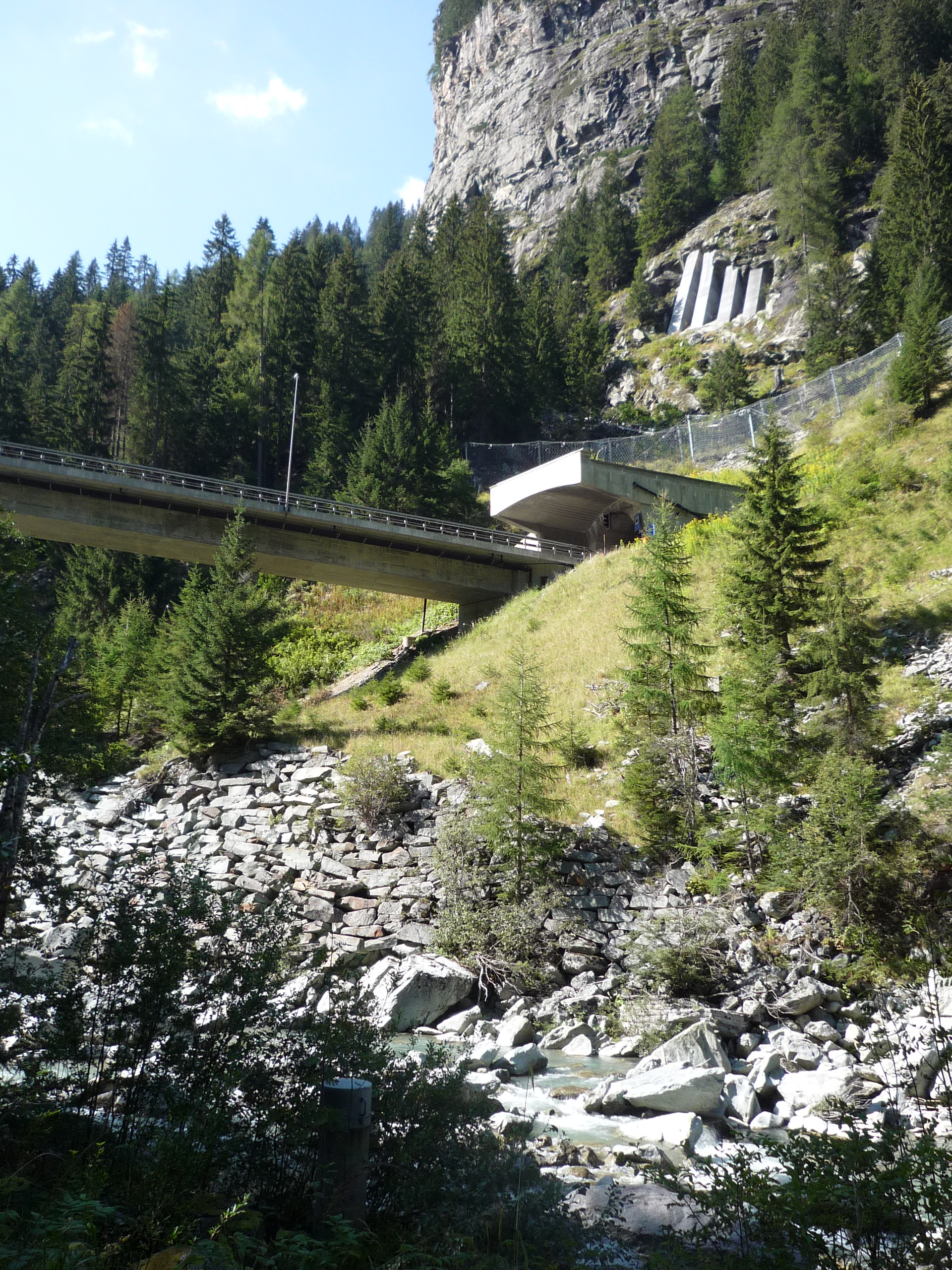
Die Autostrasse N13 in der Roflaschlucht; Traversabrücke und Eingang Süd des Roflatunnels mit Fluss- und Steinschlagverbauungen